# 系列動畫作品
系列動畫作品，泛指一系列的動畫作品，它們通常共用一個共同的系列標題，動畫內容通常彼此相關。
播出的方式可能是動畫劇集（電視動畫、網路動畫）、動畫電影（劇場版動畫）、原創動畫錄影帶（原創動畫影碟）等。

## 相關
- 動畫劇集
- 動畫劇集列表
- 動畫電影